# Sagonne
Sagonne is een gemeente in het Franse departement Cher (regio Centre-Val de Loire) en telt 221 inwoners (1999). De plaats maakt deel uit van het arrondissement Saint-Amand-Montrond. Te zien : een indrukwekkende bleekgrijze burcht 12-14de E, omwalling, kapel in de donjon met trompe-l'oeil en geschilderde decoraties.

## Geografie
De oppervlakte van Sagonne bedraagt 18,3 km², de bevolkingsdichtheid is 12,1 inwoners per km².
De onderstaande kaart toont de ligging van Sagonne met de belangrijkste infrastructuur en aangrenzende gemeenten.

## Demografie
Onderstaande figuur toont het verloop van het inwonertal (bron: INSEE-tellingen).